# 戈拉葉齊
50°2′20″N 23°23′23″E / 50.03889°N 23.38972°E
戈拉葉齊（烏克蘭語：Гораєць），是烏克蘭的村落，位於該國西部利沃夫州，由亞沃里夫區負責管轄，始建於1895年，面積0.25平方公里，海拔高度250米，2001年該村落人口245。